# グレミャーシチイ (駆逐艦・初代)

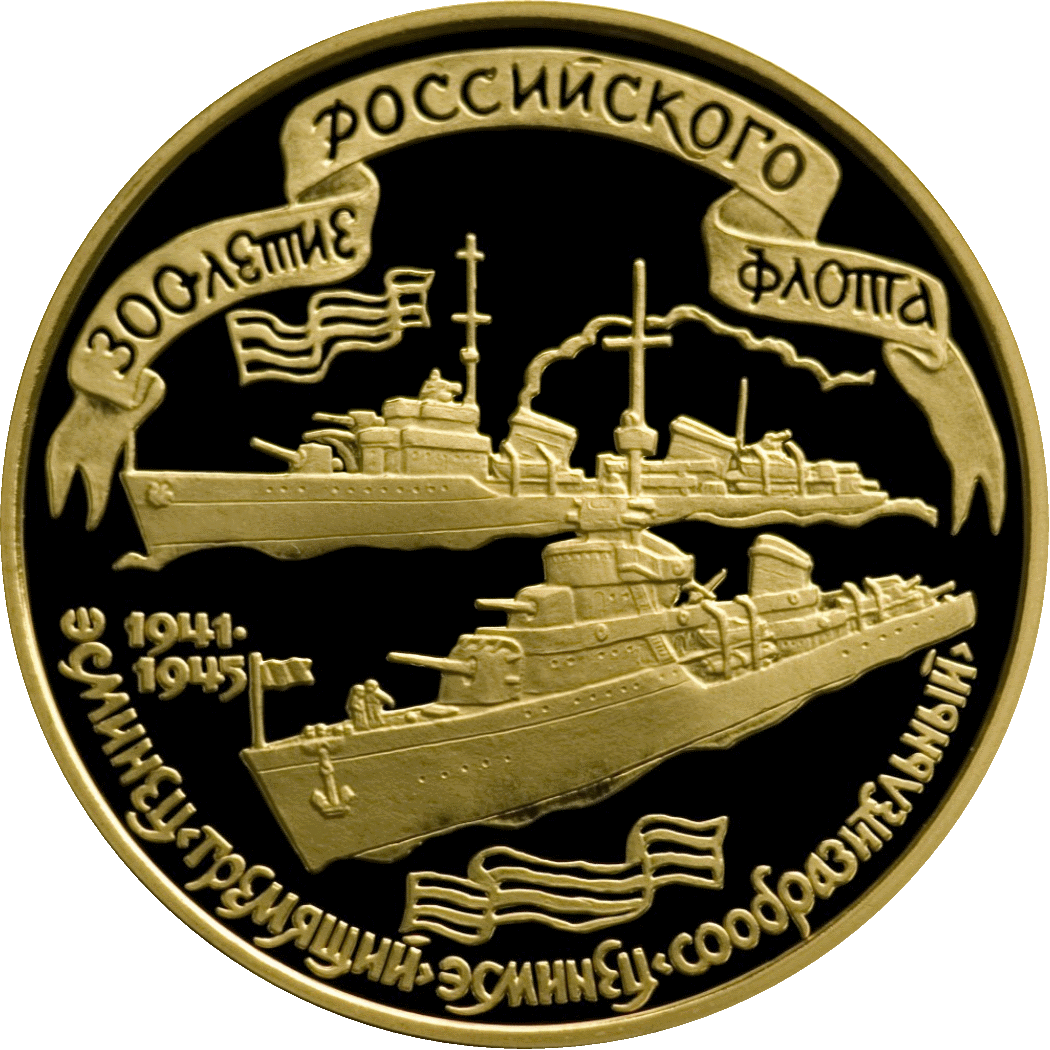
ロシア海軍300周年記念硬貨シリーズの100ルーブル限定硬貨に描かれたグレミャーシチイ

グレミャーシチイ（ロシア語: Гремящий、訳: 雷のような）は、1930年代後半にソビエト海軍で建造された29隻のグネフヌイ級駆逐艦（正式名称は7号計画型）のうちの1隻。1939年に完成し、バルチック艦隊に配属された後、1941年に北方艦隊に編入された。

## 設計と概要
大型で高価な40ノット（時速74km）のレニングラード級駆逐艦を建造することを決定したソ連海軍は、より小型で安価な駆逐艦を設計するためにイタリアの支援を求めた。彼らはフォルゴーレ級の設計図をライセンス供与し、それを自分たちの目的のために改造することで、すでにやや安定性に欠けていた設計に過大な負荷をかけた。
グネフヌイ級は全長112.8メートル（370フィート1インチ）、全幅10.2メートル（33フィート6インチ）、喫水4.8メートル（15フィート9インチ）。設計より200トン（197ロングトン）近く重く、標準排水量で1,612トン（1,587長トン）、満載排水量で2,039トン（2,007ロングトン）と、大幅に過重だった。乗組員は平時で197名、戦時で236名であった。この船は、1基のプロペラを駆動する2基の歯車式蒸気タービンを搭載しており、3基の水管式ボイラーからの蒸気を使用して48,000馬力（36,000kW）を発生させ、最高速度は37ノット（時速69km、43マイル）となる予定であった。また、設計速度を大幅に下回るものもあった。グレミャーシチイは1942年の海上公試で37ノット（時速69km、43マイル）に達した。重油の容量にばらつきがあったため、19ノット（時速35km、時速22マイル）での航続距離は1,670～3,145海里（3,093～5,825km、1,922～3,619マイル）の間で変動した。グレミャーシチイ自身は、この速度で1,670海里（3,090 km; 1,920マイル）の航続距離を示した。
グネフヌイ級は、4門の130ミリB-13砲を、上部構造物の前部と後部に2対の単装砲架で搭載していた。対空防御は単装式76.2ミリ34-K AA砲1対と45ミリ21-K AA砲1対、さらに12.7ミリDKまたはDShK機関砲2門で行われた。魚雷発射管は533mm（21インチ）×6門を2基の回転式三連装マウントに搭載し、各魚雷発射管には装填装置が装備されていた。また、最大60個または95個の機雷と25個の爆雷を搭載することができた。3ノット（5.6 km/h、3.5 mph）を超える速度では役に立たなかったが、対潜作業用にマーズ・ハイドロフォンを装備していた[9]。この艦は、機雷を破壊することを目的としたK-1パラベーン2基と爆雷投射機1対を装備していた。

## 建造と就航
レニングラードの第190造船所（ジュダーノフ）で造船所番号514として建造されたグレミャーシチイは、1936年7月23日に起工され、1937年8月12日に進水した。1938年8月28日に竣工し、2日後にバルチック艦隊に就役した。
ソ連とフィンランド間の冬戦争中、グレミャーシチイは哨戒任務と輸送船の護衛に従事し、戦闘には参加しなかった。
ソ連が第二次世界大戦に参戦した後、艦隊司令官の命令によりヴァエンガに移され、1941年6月24日に最初の哨戒を開始し、ムルマンスクからティトフカまでの輸送船モッソヴェトとツィオルコフスキーを護衛した。1941年8月22日には、駆逐艦ウリツキー、クイビシェフ、グロムキーとともに、ドイツ潜水艦の魚雷攻撃を受けて損傷した母艦マリア・ウリヤノヴァを保護した。同時に、グレミャーシチイはドイツ軍の航空攻撃を撃退し、その過程で航空機1機を撃墜した。
1941年11月24日夜から25日にかけて、駆逐艦グロームキイやイギリス軽巡洋艦ケニアとともに、ノルウェーのヴァルドー港に向けて130ミリ砲弾89発を発射。1942年1月24日から28日まで、QP6船団の護衛に参加し、1942年2月5日から15日間、修理のために待機した。1942年2月21日には、バレンツ海に近いコラ半島のアラから敵の陣地を砲撃した。その後3月には、輸送船団QP8とPQ12の護衛に参加。1942年3月22日、輸送船団QP9の護衛中、激しい暴風雨に見舞われ、上甲板、ボイラーケーシング、飲料水パイプラインが損傷した。
3月29日、グレミャーシチーと駆逐艦ソクルシーテリヌイは、PQ13船団を護衛中、ドイツ駆逐艦Z26の砲撃を受け、報復砲撃を行った。その後、ドイツ駆逐艦Z24とZ25はイギリス艦を攻撃し始めたが、トリニダード、グレミャーシチイ、ソクルシーテリヌイから砲撃を受け、最終的に撃沈された。
1942年3月30日、グレミャーシチイは正体不明の敵潜水艦を探知し、12個の爆雷を放出した。1942年4月には、輸送船団QP 10、PQ14、QP11の護衛に従事した。4月30日には損傷したエディンバラに随伴したが、燃料不足のため5月1日に帰投を余儀なくされた。5月2日、燃料を補給された後、エディンバラの元に戻ろうとしたが、その時すでにエディンバラは沈没していた。5月5～6日、PQ15船団の護衛に参加。
1942年5月8日、グレミャーシチイはピクシュエフ岬での部隊上陸の火力支援を行い、8月23日にはソクルシーテリヌイと並んでコラ湾で軍艦の分遣隊に同行した。8月25日から27日にかけては、輸送船ディクソンをベルーシャ・グバまで護衛した。その後9月17日から20日にかけて、PQ18船団に参加。その後、1943年1月16日から4月29日まで修理のため待機。
1943年には北極海域で18回の護衛任務に参加した。1943年10月12日、貨物船マリーナ・ラスコバが荒天のため操舵不能となり、グレミャーシチイに曳航された。11月8日から12日にかけては、BC 21船団の護衛に参加し、その後11月19日から1944年1月15日にかけて修理のために待機した。
1月21日から22日にかけて、グレミャーシチイはマックール付近で敵輸送船団に対する迎撃任務に参加したが、失敗に終わった。1月27日から10月3日まで、17回の護衛任務に参加。10月9日、グレミャーシチイとグロームキイは部隊の上陸作戦を支援し、同月10日と11日にはチトフカ近郊の河川でドイツ軍の陣地を砲撃した。10月26日、ペツァモ・キルケネス攻防戦でノルウェーの町ヴァルドとヴァドソーへの砲撃に参加。ノルウェーの漁船スパーヴェンはヴァルドで撃沈された 10月16日から12月8日の間に7回の一連の護衛任務の後、グレミャーシチイは1944年12月14日にモロトフスク第402工場でオーバーホールを開始した。